# Бронксвил (Њујорк)
Бронксвил (енгл. Bronxville) градић је у америчкој савезној држави Њујорк.

## Демографија
По попису из 2010. године број становника је 6.323, што је 220 (-3,4%) становника мање него 2000. године.
| Група             | 2000.         | 2010.         |
| Белци             | 5.870 (89,7%) | 5.507 (87,1%) |
| Афроамериканци    | 75 (1,1%)     | 89 (1,4%)     |
| Азијати           | 316 (4,8%)    | 328 (5,2%)    |
| Хиспаноамериканци | 192 (2,9%)    | 276 (4,4%)    |
| Укупно            | 6.543         | 6.323         |